# Dian Xiang Zhang
Zhang Dian Xiang (pinyin, Zhāng Diànxiāng; nacido en 1963) es un naturalista, y herborista chino. Actúa como curador en el Herbario del Jardín Botánico del Sur de China (IBSC, chino 中科院华南植物园标本馆), un instituto de investigación de la Academia de Ciencias de China en Guangzhou, provincia de Guangdong. En su tesis, describió la Nomenclatura de Burmanniaceae.

## Carrera
En 1985 Zhang Dian Xiang obtuvo el departamento de biológica de Hunan Normal University (湖南师范大学, Hunan Shifan Daxue) la Licenciatura en Biología, 1988 Máster en el Instituto de Investigación Botánica de China Meridional (华南植物研究所, Huanan Zhiwu Yánjiūsuǒ) en Guangdong y en 1999 el doctorado en Ecología y sistemática en la Universidad de Hong Kong.

## Investigación
Durante muchos años Dian Xiang Zhang se ocupó de las leguminosas, Burmanniaceae y Corsiaceae.
Se trata de la combinación de datos de una amplia gama de temas, desde la tradicional revisión taxonómica hasta la reconstrucción de las relaciones filogenéticas basadas en la morfología, propiedades palinológicas y moleculares de la evolución del género pantropical Bauhinia y kumquats cultivadas, así como con la evolución de los sistemas de polinización, la coevolución de las flores y los polinizadores.

## Algunas publicaciones
- Systematics of Burmannia L. (Burmanniaceae) in the Old World. In: Hong Kong University Theses Online, Thesis (Ph. D.). University of Hong Kong, 1999
- Con Richard M. K. Saunders, Chi-Ming Hu: Corsiopsis chinensis gen. et sp. nov. (Corsiaceae): First Record of the Family in Asia, in: Systematic Botany, Vol. 24, No. 3 (Jul. - Sep., 1999), pp. 311-314, (Abstract Online)
- Con Richard M. K. Saunders: Corsiaceae, in: Flora of China Editorial Committee (Hrsg.) Flora of China. Vol. 23 (Typhaceae through Corsiaceae), in preparation, Science Press, Beijing, / Missouri Botanical Garden Press, St. Louis, Online, Zugriff am 31. Mai 2007
- Con Thomas G. Hartley & David J. Mabberley: Rutaceae in der Flora of China, Volume 11, S. 66: Orixa japonica - Online.
- Con Thomas G. Hartley: Murraya in der Flora of China, Volume 11, S. 87: Murraya koenigii (L.) Sprengel - Online.
- Con Thomas G. Hartley: Zanthoxylum in der Flora of China, Vol. 11, pp. 53: Online.
- Con Ren Sa, Delin Wu, Dezhao Chen, Hang Sun, Puhua Huang, Michael G. Gilbert, Mats Thulin, C. Melanie Wilmot-Dear & Hiroyoshi Ohashi: Phaseoleae in der Flora of China, Vol. 10, 2010, pp. 196: Online. (Abschnitt Beschreibung, Verbreitung, Nutzung und Systematik)
- Con Thomas G. Hartley: Skimmia in der Flora of China, Vol. 11, 2008, pp. 77: Online. (Abschnitt Beschreibung)
- Con Thomas G. Hartley: Clausena in der Flora of China, Vol. 11, pp. 84: Clausena lansium - Online.
- Con Dezhao Chen & Kai Larsen: Dalbergieae in der Flora of China, Vol. 10, 2010, pp. 121: Dalbergia - Online.
- Con Zhi Wei, Dezhao Chen, Hang Sun & Les Pedley: Millettieae in der Flora of China, Vol. 10, 2010, pp. 165: Online. (Abschnitt Beschreibung und Systematik)
- Con Dezhao Chen & Ding Hou: Caesalpinia in der Flora of China, Vol. 10, 2010, pp. 41: Online. (Abschnitt Beschreibung)
- Con Thomas G. Hartley: Tetradium in der Flora of China, Vol. 11, 2008, pp. 66: Bestimmungsschlüssel, Verbreitung und Beschreibung der Gattung und der chinesischen Arten. (Abschnitt Beschreibung, Verbreitung und Systematik)
- Con Dezhao Chen, Supee Saksuwan Larsen & Michael A. Vincent: Cercis in der Flora of China, Vol. 10, 2010, p. 5: en línea.
- Con Dezhao Chen & Ding Hou: Afzelia in der Flora of China, Vol. 10, 2010, p. 24: Online.
- Con Dezhao Chen & Kai Larsen: Cassieae in der Flora of China, Vol. 10, 2010, pp. 28: Cassia fistula - Online.
- con Richard M. K. Saunders, Chi-Ming Hu: Corsiopsis chinensis gen. et sp. nov. (Corsiaceae): First Record of the Family in Asia, in: Systematic Botany, Vol. 24, No. 3 (jul. - sep. 1999) pp. 311-314, (Abstract Online)
- Con Dezhao Chen, Kai Larsen & Supee Saksuwan Larsen: Hymenaea, pp. 24 - Online, In: Wu Zheng-yi, Peter H. Raven, Deyuan Hong (Hrsg.): Flora of China, Vol. 10: Fabaceae, Science Press und Missouri Botanical Garden Press, Beijing und St. Louis, 22 de febrero de 2010, ISBN 978-1-930723-91-7
- Con Thomas G. Hartley & David J. Mabberley: Rutaceae in der Flora of China, Vol. 11, pp. 51: Beschreibung und Bestimmungsschlüssel der chinesischen Taxa - Online.
- Con David J. Mabberley: Citrus in der Flora of China, Vol. 11, 2008, pp. 95: Citrus ×aurantium - Online.
- Con Dezhao Chen, Kai Larsen, Supee Saksuwan Larsen & Michael A. Vincent: Cercideae in der Flora of China, Vol. 10, 2010, 557: Bauhinia - Online.
- Dezhao Chen, Kai Larsen, Supee Saksuwan Larsen & Michael A. Vincent: Cercideae in der Flora of China, Vol. 10, 2010, 557: Bauhinia - Online
- Dianxiang Zhang, Thomas G. Hartley: Aegle. In: Wu Zhengyi, Peter H. Raven (Hrsg.): Flora of China. Bd 11, Missouri Botanical Garden Press, St. Louis 1994+, pp. 96eFloras.org

- La abreviatura «D.X.Zhang» se emplea para indicar a Dian Xiang Zhang como autoridad en la descripción y clasificación científica de los vegetales.[5]